# Alexander Bean

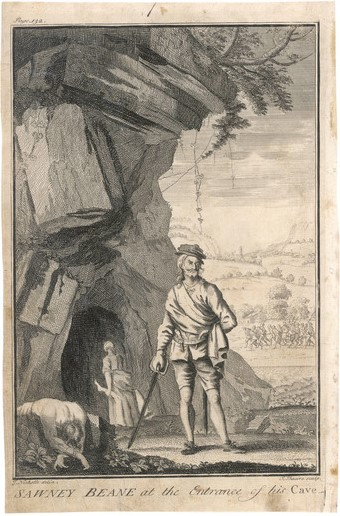
Alexander „Sawney“ Beane vor seiner Höhle. Seine Frau trägt zwei menschliche Beine in die Höhle. Links ein getötetes Opfer. Im Hintergrund naht der bewaffnete Suchtrupp. Kupferstich um 1734

Alexander „Sawney“ Bean oder Beane (Sawney ist eine Kurzform von Alexander) heißt das legendäre Oberhaupt einer angeblich kannibalistischen Familie in Schottland im 16. Jahrhundert. Es wird behauptet, dass er, seine Frau und ihre 46 Kinder und Enkel über 1000 Menschen getötet und gegessen haben sollen, bevor sie festgenommen und hingerichtet wurden.
Die Geschichte der Beane-Familie findet sich in einem Volksbuch, einer illustrierten Sammlung von Räuber- und Mörderbiographien, die 1726 in London unter dem Pseudonym Captain Alexander Smith erschien und angeblich nie zuvor veröffentlicht worden war. Unter dem gleichen Pseudonym waren zuvor schon mehrfach Biographien realer und fiktiver Verbrecher erschienen. Die Geschichte wurde vielfach nachgedruckt, auch unter dem Pseudonym Captain Charles Johnson, der sich durch Piratenbiographien einen Namen machte, und im Newgate Calendar, einer Art Bulletin, das anfänglich Insassen und Hinrichtungen des bekannten Newgate-Gefängnisses in London beschrieb, später alle möglichen Kriminalgeschichten nachdruckte. 
Auch wenn Historiker nicht davon ausgehen, dass Sawney Beane jemals gelebt hat, wurde seine Geschichte weitergegeben und ist inzwischen Legende und fester Bestandteil der schottischen Folklore und von Edinburghs Tourismusindustrie.

## Volksbuch von 1726
Nach dem Volksbuch von 1726 beging Alexander Beane seine Gräueltaten während der Regierungszeit von König Jakob I., als dieser noch König von Schottland und noch nicht von England war, also in den Jahren von 1567 bis 1603. 
Beane wurde in der Grafschaft East Lothian geboren, einige Meilen östlich von Edinburgh. Seine Eltern verdienten sich ihren Lebensunterhalt als Zäuner, und der Sohn erlernte von ihnen das Handwerk, merkte aber bald, dass ihm ehrliche Arbeit nicht lag. Beane ließ sich mit einer Frau ein, die ebenso verdorben war wie er. Die beiden lebten aber, so heißt es, nicht unter Menschen, sondern einsam in einer Höhle am Strand von Shire Galloway. Das Buch zeigt eine Höhle bei Bennane Head in South Ayrshire, wo sie ihr Lager aufgeschlagen haben sollen. Die Höhle führt mehrere hundert Meter in den Fels, und der Eingang war während der Flut vom Wasser blockiert. Hier sollen sie 25 Jahre lang unerkannt gelebt und Verbrechen begangen haben.
Anfangs sollen sich Beane und seine Frau als Wegelagerer über Wasser gehalten und Reisende ermordet haben, denen sie Geld und Wertsachen stahlen. Diese sollen sie in ihrer Höhle gehortet haben, da sie die Wertsachen aus Angst vor Entdeckung nicht zu verkaufen wagten. Alexander Beane und seine Frau sollen acht Söhne und sechs Töchter sowie 18 Enkelsöhne und 14 Enkelinnen gehabt haben. Der Legende nach lauerten sie ihren Opfern aus dem Hinterhalt auf, überwältigten und töteten sie. Die Einnahmen aus den Raubzügen reichten angeblich nicht aus, um den wachsenden Clan zu unterhalten. Deshalb sollen sich Bean und seine Familie von den Getöteten ernährt haben. 
Als die Anzahl der Vermissten und die Unruhe unter der Bevölkerung zunahmen, habe sich der schottische König gezwungen gesehen, Soldaten und Polizeibeamte zu entsenden. Immer wieder seien Verdächtige verhaftet und ohne große Umstände gehängt worden. Dennoch seien weiterhin Reisende verschwunden, und alle Hingerichteten hätten sich im Nachhinein als unschuldig erwiesen.
Dann sei ein Ehepaar auf dem Heimweg von einem Jahrmarkt von einer Horde verwilderter Gestalten überfallen worden. Während die Frau vom Pferd gerissen und sofort getötet worden sei, habe sich der Mann zur Wehr setzen können. Noch während des Kampfes seien weitere Personen auf dem Heimweg vom Markt dem Mann zu Hilfe gekommen, und die Beane-Familie habe flüchten müssen.
Bald darauf soll die Jagd auf sie eröffnet worden sein – angeblich unter der persönlichen Leitung des Königs. Er habe mehr als 400 Mann mit Bluthunden auf die Suche geschickt, und bald sei die Höhle gefunden worden, die Beane und seiner Familie so lange als Unterschlupf gedient hatte. Der Anblick, der sich den Soldaten geboten habe, sei unbeschreiblich gewesen. In der Höhle hätten 48 völlig verwilderte Familienmitglieder gehaust, von der Decke hätten menschliche Körperteile zum Räuchern gehangen, und überall hätten sich Reste von kannibalischen Mahlzeiten sowie die Habseligkeiten der Opfer befunden.
Unmittelbar nach ihrer Gefangennahme seien die Familienmitglieder gefesselt nach Edinburgh und von dort unter strenger Bewachung nach Leith gebracht worden. Sie seien schnell und ohne Gerichtsverfahren hingerichtet worden. Die Männer wurden verstümmelt und verbluteten. Die Frauen, die dieses Schauspiel mit ansehen mussten, wurden anschließend auf drei Scheiterhaufen verbrannt, alle, so die Geschichte, ohne die geringste Reue, fluchend und geifernd bis zum letzten Atemzug.

## Legende
Die Legende fand in die Folklore der Britischen Inseln Eingang. Alexander „Sawney“ Beane und seine kannibalistische Familie werden als Mythos betrachte, weil keine zeitgenössischen historischen Belege vorliegen. Es wird vermutet, dass eine Serie von Schandtaten dieser Größenordnung und dieser Dauer, beendet durch eine Jagd, an welcher der König persönlich teilnahm, mehr historische Berichte hinterlassen haben müsste, als bislang aufgetaucht sind.
Außerdem sind viele Historiker wegen der Behauptung skeptisch, vier Dutzend Leute hätten sich für so lange Zeit versteckt gehalten. Auch kann man sich die Frage stellen, warum bei dem Verschwinden von rund 1000 Menschen im Gebiet von Beanes Höhle nicht früher eine intensive Suche eingeleitet wurde. Angeblich wurde des Öfteren nach den Opfern gesucht, aber offenbar nicht an der richtigen Stelle an der Küste. So bleibt kriminalistisch eine ganze Reihe offener Fragen.
Die erste Erwähnung der Legende von Sawney Beane findet sich in dem englischen Volksbuch von 1726, einer Art Klatschpresse des 18. Jahrhunderts. Daher wurde vermutet, die Legende sei politische Propaganda gewesen, um die Schotten nach dem Jakobitenaufstand zu verunglimpfen. Dagegen spricht jedoch, dass in diesem Buch über englische Kriminelle in der gleichen Art und Weise berichtet wurde.

## Ausgaben
- Alexander Smith: Memoirs of the Life and Times of the famous Jonathan Wild, together with the History and Lives of modern Rogues … that have been executed since his death. London 1726, S. 138–144. Google Books
- Charles Johnson: A general and true history of the lives and actions of the most famous highwaymen, murderers, street-robbers, &c., Birmingham 1742, S. 30–33. archive.org
- The Complete Newgate Calendar, vol. 1, London, Navarre Society Ltd., 1926, S. 37–41. web.archive.org

## Künstlerische Rezeption
Im London Dungeon gibt es eine Wachsfigur von Sawney Beane. Die Legende von Alexander „Sawney“ Beane wurde sowohl in der Presse, der Musik als auch im Film behandelt.

### Musik
- Die Punkrock-Band Real McKenzies nahm einen Titel mit dem Namen Sawney Beane Clan auf.
- Die britische Neofolk-Band Sol Invictus nahm einen Song mit dem Titel Sawney Bean bzw. The Man Next Door Is Very Strange auf.
- Die amerikanische Musikband Deeds of Flesh spielte ein Konzeptalbum mit dem Titel Inbreeding the Anthropophagi über den Fall ein.
- Der Musiker Snakefinger nahm in sein Album Night of Desirable Objects einen Song mit dem Titel Sawney Bean/Sawney’s Death Dance auf, das die Geschichte der Beane-Familie und ihrer gruseligen Überfälle beschreibt.
- Die Band Vogelfrey veröffentlichte einen Song namens Sawney Bean, in dem über die Geschichte erzählt wird.

### Film
- The Hills Have Eyes (1977, Regie: Wes Craven), der die Sawney-Familie in die heutige Zeit transferierte und in den USA ansiedelte.
- Tunnel der lebenden Leichen (Regie: Gary Sherman) entstand 1972 und versetzt Sawney in einen baufälligen Tunnel der London Underground.
- Evil Breed: The Legend of Samhain (2003, Regie: Christian Viel), eine entschärfte Version der Sawney-Legende im modernen Irland.
- Wrong Turn (2003, Regisseur: Rob Schmidt) lässt die Sawney-Familie in West-Virginia aufleben.
- The Hills Have Eyes – Hügel der blutigen Augen (2006, Regie: Alexandre Aja), Neuverfilmung des gleichnamigen Films von Wes Craven aus dem Jahr 1977
- Sawney – Menschenfleisch (2012, Regie: Rick Wood). Der Film greift die Grundzüge des Mythos auf und verlagert die Geschichte ins 21. Jahrhundert.
- Shingeki no Kyojin (Attack on Titan), in Manga und Anime werden zwei gefangene Titanen „Sawney“ und „Bean“ genannt.

## Belege
1. ↑  John Camden Hotten: A Dictionary of Modern Slang, Cant, and Vulgar Words. 2. Auflage, London 1860, S. 206. Das Wörterbuch verzeichnet drei Bedeutungen, 1: SAWNEY, or SANDY, a Scotchman. Corruption of Alexander. 2. SAWNEY, a simpleton. 3. SAWNEY, bacon. SAWNEY HUNTER, one who steals bacon. Google Books
2. ↑  Smith 1726, S. 138
3. ↑  Smith 1726, S. 139
4. ↑  Smith 1726, S. 140
5. ↑  Smith 1726, S. 142
6. ↑  Smith 1726, S. 143
7. ↑  Smith 1726, S. 144

| Personendaten    | Personendaten                                          |
| ---------------- | ------------------------------------------------------ |
| NAME             | Bean, Alexander                                        |
| ALTERNATIVNAMEN  | Bean, Sawney (Spitzname); Beane, Alexander             |
| KURZBESCHREIBUNG | schottisches Oberhaupt einer kannibalistischen Familie |
| GEBURTSDATUM     | 16. Jahrhundert                                        |
| STERBEDATUM      | 16. Jahrhundert                                        |